# Lycée Paul-Gauguin
Le lycée Paul-Gauguin est un établissement public d'enseignement général et technologique situé à Papeete en Polynésie française. C'est le principal lycée du territoire français d'Océanie rattaché au vice-rectorat de Polynésie.

## Histoire
Héritier de l'École centrale créée en 1905 comme une école laïque qui a pris le 10 août 1953 le nom du peintre français Paul Gauguin qui finit sa vie aux îles Marquises. C'est un collège qui compte alors 478 élèves. Le 15 novembre 1960, le collège devient le lycée Paul-Gauguin (une classe de seconde avait été ouverte dès 1958). À compter de 1963, le lycée devient lycée d'État auquel sont rattachés des collèges comme ceux de Taravao, de Papara, de Moorea, de Mataura ou de Taiohae, ou encore jusqu'à la création du lycée de Faaone, le collège d'Uturoa ou l'annexe du quartier Paofai.